# Rudolf Kinauer
Rudolf Kinauer (* 3. Juni 1908 in Wien; † 6. Oktober 1979) war ein österreichischer Kartographiehistoriker.

## Leben
Nach dem Abitur kam Kinauer zum 1. Oktober 1928 an die Österreichische Nationalbibliothek in Wien. Er war zunächst als Kanzleibeamter beschäftigt, bevor er der Kartensammlung zugeteilt wurde. 1937 wurde er in den mittleren Dienst aufgenommen. Nachdem er 1950 an der Universität Wien mit einer Arbeit zum Atlas Stosch promoviert worden war, konnte er in den höheren Dienst aufsteigen. Von 1954 bis zu seiner Pensionierung Ende 1973 war er Leiter der Kartensammlung.
Er ist auf dem Hietzinger Friedhof begraben.

## Schriften (Auswahl)
- Der Atlas des Freiherrn Philipp von Stosch der Österreichischen Nationalbibliothek. Ein Beitrag zu seiner Rekonstruktion und zur Geschichte der Atlanten. Universität Wien. Phil. Diss. vom 6. Dezember 1950.
- Lexikon geographischer Bildbände. Hollinek, Wien 1966.
- mit Georges Grosjean: Kartenkunst und Kartentechnik vom Altertum bis zum Barock. Hallwag, Bern/Stuttgart 1970.